# Afton (Oklahoma)
Afton és un poble dels Estats Units a l'estat d'Oklahoma. Segons el cens del 2000 tenia 1.118 habitants.

## Demografia
Segons el cens del 2000, Afton tenia 1.118 habitants, 441 habitatges, i 302 famílies. La densitat de població era de 261,6 habitants per km².
Dels 441 habitatges en un 33,3% hi vivien nens de menys de 18 anys, en un 51,9% hi vivien parelles casades, en un 10,9% dones solteres, i en un 31,5% no eren unitats familiars. En el 29,7% dels habitatges hi vivien persones soles el 15,6% de les quals corresponia a persones de 65 anys o més que vivien soles. El nombre mitjà de persones vivint en cada habitatge era de 2,54 i el nombre mitjà de persones que vivien en cada família era de 3,11.
Per edats la població es repartia de la següent manera: un 29,5% tenia menys de 18 anys, un 7,6% entre 18 i 24, un 25,7% entre 25 i 44, un 20,2% de 45 a 60 i un 17% 65 anys o més.
L'edat mediana era de 36 anys. Per cada 100 dones de 18 o més anys hi havia 93,6 homes.
La renda mediana per habitatge era de 21.964 $ i la renda mediana per família de 28.036 $. Els homes tenien una renda mediana de 22.361 $ mentre que les dones 16.964 $. La renda per capita de la població era d'11.032 $. Entorn del 15,9% de les famílies i el 21% de la població estaven per davall del llindar de pobresa.

## Poblacions més properes
El següent diagrama mostra les poblacions més properes.